# Iris Adrian
Iris Adrian, nata Iris Adrian Hostetter (Los Angeles, 29 maggio 1912 – Hollywood, 17 settembre 1994), è stata un'attrice e ballerina statunitense.

## Biografia
Figlia unica di Florence Van Every e di Adrian Earl Hostetter, Iris Adrian vinse un concorso di bellezza e lavorò nelle Ziegfeld Follies prima di intraprendere la carriera cinematografica verso la fine dell'epoca del muto, debuttando in Chasing Husbands (1928) e comparendo in ruoli di contorno nei primi film sonori dell'epoca, come Galas de la Paramount (1930).
Nel corso degli anni trenta si specializzò in parti di ragazza ricca di glamour e di "pupa del gangster", lavorando in ruoli di supporto anche nel decennio successivo. Tra i suoi ruoli, da ricordare quello di Gee Gee Graham nella commedia poliziesca Le stelle hanno paura (1943), e quello di una diva del cinema nella commedia Il mattatore di Hollywood (1961), il cui party di compleanno viene sconvolto dalla comica inettitudine di Lewis.
Pur lavorando regolarmente per gran parte della sua carriera, con oltre cento film all'attivo, la Adrian non raggiunse mai lo status di star. Negli ultimi anni di attività apparve in diverse produzioni della Disney, quali F.B.I. - Operazione gatto (1965), Un Maggiolino tutto matto (1968), La banda delle frittelle di mele (1975) e Tutto accadde un venerdì (1975). Nel 1968 ebbe un piccolo ruolo nella commedia La strana coppia di Gene Saks, nella quale interpretò la cameriera di un drugstore accanto a Walter Matthau e Jack Lemmon.
L'attrice lavorò anche per il piccolo schermo, dove apparve in numerose e popolari serie come Get Smart, Petticoat Junction, I mostri, Love Boat. Dopo tre matrimoni falliti, il primo (appena 10 mesi tra il 1935 e il 1936) con Charles Henry Over Jr., il secondo con George Jacobi (1943-1945) e il terzo con Daniel J. Schoonmaker (appena 2 mesi nel 1949), Iris Adrian si risposò nel 1950 con il calciatore Ray Murphy, con il quale visse fino alla scomparsa di lui nel 1983. La Adrian morì il 17 settembre 1994, ad 82 anni, per le conseguenze di una caduta che le era occorsa durante il terremoto che aveva colpito Hollywood otto mesi prima. È sepolta nel Forest Lawn Memorial Park di Los Angeles, California.

## Filmografia parziale

### Cinema

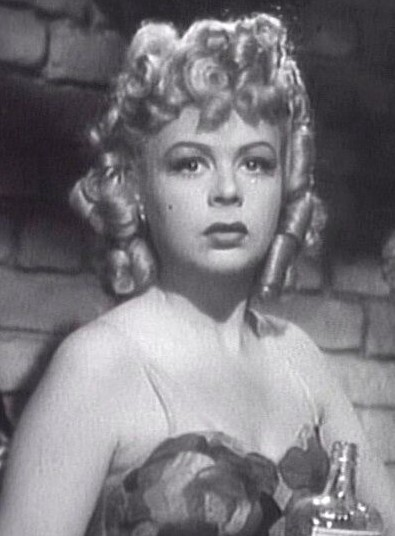
Iris Adrian nel film Le stelle hanno paura (1943)

- Se io fossi re (The Vagabond King), regia di Ludwig Berger e, non accreditato, Ernst Lubitsch (1930)
- Allegri gemelli (Our Relations), regia di Harry Lachman (1936)
- Mister Cinderella, regia di Edward Sedgwick (1936)
- Quartiere maledetto (...One Third of a Nation...), regia di Dudley Murphy (1939)
- Avventura a Zanzibar (Road to Zanzibar), regia di Victor Schertzinger (1941)
- Ombre di Broadway (Broadway), regia di William A. Seiter (1942)
- Condannatemi se vi riesce! (Roxie Hart), regia di William A. Wellman (1942)
- Ragazze che sognano (Rings on Her Fingers), regia di Rouben Mamoulian (1942)
- Le stelle hanno paura (Lady of Burlesque), regia di William A. Wellman (1943)
- Tua per sempre (Hers to Hold), regia di Frank Ryan (1943)
- Le conseguenze di un bacio (His Butler's Sister), regia di Frank Borzage (1943)
- La follia di Barbablù (Bluebeard), regia di Edgar G. Ulmer (1944)
- La bionda di bambù (The Bamboo Blonde), regia di Anthony Mann (1946)
- Lo schiavo della violenza (The Woman on Pier 13), regia di Robert Stevenson (1949)
- FBI operazione Las Vegas (Highway Dragnet), regia di Nathan H. Juran (1954)
- Carnevale rock (Carnival Rock), regia di Roger Corman (1957)
- I bucanieri (The Buccaneer), regia di Anthony Quinn (1958)
- Blue Hawaii, regia di Norman Taurog (1961)
- Il mattatore di Hollywood (The Errand Boy), regia di Jerry Lewis (1961)
- F.B.I. - Operazione gatto (That Darn Cat!), regia di Robert Stevenson (1965)
- La strana coppia (The Odd Couple), regia di Gene Saks (1968)
- Un Maggiolino tutto matto (The Love Bug), regia di Robert Stevenson (1968)
- L'ultimo eroe del West (Scandalous John), regia di Robert Butler (1971)
- La TV ha i suoi primati (The Barefoot Executive), regia di Robert Butler (1971)
- La banda delle frittelle di mele (The Apple Dumpling Gang), regia di Norman Tokar (1975)
- La gang della spider rossa (No Deposit, No Return), regia di Norman Tokar (1976)
- Tutto accadde un venerdì (Freaky Friday), regia di Gary Nelson (1976)
- Quello strano cane... di papà (The Shaggy D.A.), regia di Robert Stevenson (1976)
- Herbie sbarca in Messico (Herbie Goes Bananas), regia di Vincent McEveety (1980)

### Televisione
- Gianni e Pinotto (The Abbott and Costello Show) – serie TV, episodi 1x01-1x03 (1952)
- Sugarfoot – serie TV, episodio 1x02 (1957)
- I detectives (The Detectives) – serie TV, episodio 2x23 (1961)
- Going My Way – serie TV, episodio 1x30 (1963)
- Sotto accusa (Arrest and Trial) – serie TV, episodio 1x25 (1964)
- Get Smart – serie TV, episodio 1x08 (1965)

## Doppiatrici italiane
- Franca Dominici in FBI operazione Las Vegas, FBI operazione gatto, Un maggiolino tutto matto
- Dina Perbellini in Le conseguenze di un bacio
- Wanda Tettoni in Blue Hawaii
- Lydia Simoneschi in Il mattatore di Hollywood
- Miranda Bonansea in La strana coppia
- Vittoria Febbi in Lo schiavo della violenza (ridoppiaggio)

## Spettacoli teatrali
- The New Yorkers (Broadway, 8 dicembre 1930)